# Justizamt Jesberg
Das Justizamt Jesberg war von 1822 bis 1866 ein Justizamt, also ein Gericht erster Instanz im Kurfürstentum Hessen mit Sitz in Jesberg.

## Geschichte
In Jesberg bestand im HRR das Amt Jesberg der Landgrafschaft Hessen-Kassel. Dieses war gleichzeitig Verwaltungsbehörde und Eingangsgericht. Zwischen 1806 und 1813 war Jesberg Teil des Königreichs Westphalen. Die Verwaltungsaufgaben übernahm hier der Kanton Jesberg, Eingangsgericht war das Friedensgericht Jesberg. Nach der Neubildung Kurhessens wurde das alte Amt Jesberg wieder gebildet.
Mit Edikt vom 29. Juni 1821 wurden im Kurfürstentum Hessen Verwaltung und Justiz voneinander getrennt. Die staatliche Verwaltung wurde auf unterer Ebene auf Kreise übertragen, für die Rechtsprechung eine dreistufige, landeseinheitlich Gerichtsorganisation geschaffen, die allerdings in begrenzten Gebietsteilen des Kurfürstentums noch bis in die Mitte des 19. Jahrhunderts von standesherrlicher und Patrimonialgerichtsbarkeit durchbrochen war.
Jesberg wurde in Bezug auf die Verwaltung Teil des Landkreises Fritzlar, die Gerichtsfunktionen übernahm das Justizamt Jesberg. Es war dem Obergericht für die Provinz Niederhessen nachgeordnet.
Am 1. Januar 1837 wurde der Gerichtssprengel des Justizamtes Jesberg um die Gemeinde Densberg erweitert (vorher: Justizamt Treysa).
Danach umfasste der Gerichtsbezirk folgende Gemeinden: Jesberg, Betzigerode, Bischhausen, Densberg, Dorheim, Elnrode, Gilsa, Hundshausen, Niederurff, Oberurff, Reptich, Schiffelborn, Schlierbach, Strang, Waltersbrück, Wenzigerode, Zimmersrode und Zwesten.
Mit der Annexion Kurhessens durch Preußen 1866 wurden in der neuen Provinz Hessen-Nassau Amtsgerichte eingerichtet. Das Justizamt Jesberg wurde entsprechend in das Amtsgericht Jesberg umgewandelt.